# بنك موسكو الائتماني
بنك موسكو الائتماني هو بنك روسي تأسس في عام 1992 ويعمل في موسكو. في الفترة 2008-2015، ارتفع بنك موسكو الائتماني من 66 إلى 12 مرتبة حسب الأصول في التصنيف المصرفي الروسي. زادت أمواله 20 مرة وحقق 115 مليار روبل. في عام 2016، حصل على أفضل 10 بنوك روسية رائدة.
اعتبارًا من سبتمبر 2017، احتل المركز التاسع بين البنوك الروسية من حيث الأصول. الآن بنك موسكو الائتماني هو أكبر بنك إقليمي خاص في روسيا.
بنك موسكو الائتماني مملوك من قبل رومان أفدييف  ، رئيس شركة انغراد للتطوير العقاري وشركة روسيوم. قبل عام 2012 ، كان رومان أفدييف هو المستفيد الوحيد من بنك موسكو الائتماني. اشترى البنك في عام 1994. الآن يسيطر على 55,73 ٪ من الأسهم.
حتى عام 2008 ، كان رومان أفدييف رئيسًا لقسم الجذب المالي الدولي ورئيسًا لبنك موسكو الائتماني. في نهاية عام 2008 ، استقال رومان أفدييف، لكنه لا يزال عضوًا في مجلس الإشراف.

## روابط خارجية
- الموقع الرسمي